# Ni le ciel ni la terre
Ni le ciel ni la terre is een Frans-Belgische film uit 2015, geregisseerd door Clément Cogitore. De film ging in première op 16 mei op het filmfestival van Cannes in de sectie Semaine de la critique.

## Verhaal
Kapitein Antares Bonnassieu leidt een divisie Franse soldaten die gestationeerd is in Afghanistan. Op het moment dat de divisie op het punt staat te vertrekken, krijgen ze een nieuwe opdracht. Ze moeten de afgelegen vallei van Wachan, aan de grens met Pakistan bewaken. Voor de soldaten is dit een routineklus omdat de regio als rustig aanzien wordt. Maar op een nacht in september 2014 beginnen er soldaten op mysterieuze wijze te verdwijnen en geraakt Antares en zijn mannen de controle kwijt.

## Rolverdeling
| Acteur                | Personage             |
| --------------------- | --------------------- |
| Jérémie Renier        | Antares Bonnassieu    |
| Kévin Azaïs           | William Denis         |
| Swann Arlaud          | Jérémie Lernowski     |
| Marc Robert           | Jean-Baptiste Frering |
| Finnegan Oldfield     | Patrick Mercier       |
| Clément Bresson       | Étienne Baxer         |
| Sâm Mirhosseini       | Khalil Khan           |
| Christophe Tek        | Stéphane Boissel      |
| Steve Tientcheu       | Oscar Varennes        |
| Patrick Ligardes      | Officier Armenet      |
| Michaël Vander-Meiren | Philippe Le Thieur    |

## Prijzen en nominaties
De film werd in 2015 bekroond op het filmfestival van Cannes met de Gan Foundation Support for Distribution Award in de sectie Semaine de la critique. Op het Festival international du film francophone de Namur 2015 behaalde de film de Prix découverte en de film werd twee maal genomineerd voor de Magritte du cinéma 2016 (beste acteur en beste buitenlandse film in coproductie).